# Мэри Поппинс открывает дверь
«Мэ́ри По́ппинс открыва́ет дверь» (англ. Mary Poppins Opens the Door) — третья книга Памелы Трэверс о Мэри Поппинс и заключительная часть основной трилогии, написанная в 1943 году.

## Оглавление
В книге 8 глав, и каждая из них содержит отдельную историю, которые вместе связаны друг с другом только общими персонажами.
1. Пятое ноября (= Добро пожаловать!) (англ. The Fifth of November)
2. Желания мистера Твигли (англ. Mr. Twigley’s Wishes)
3. Кошка, которая смотрела на Короля (англ. The Cat that Looked at a King)
4. Мраморный Мальчик (англ. The Marble Boy)
5. Мятные лошадки (англ. Peppermint Horses)
6. Пора большого прилива (= Высокий прилив) (англ. High Tide)
7. Долго и счастливо (англ. Happy Ever After)
8. Другая дверь (англ. The Other Door)

## Сюжет
5 ноября в Англии празднуют День Гая Фокса. Люди на лужайках жгут костры, устраивают фейерверки в парках и несут по улицам «чучела», чтобы их сжечь. Дети раскрашивают лица, надевают смешные костюмы и бегают вокруг костров, выпрашивая пенни для бедного славного парня Гая Фокса.
Именно в этот день летящая от костра искра превратилась в Мэри Поппинс, а Джейн и Майкл Бэнкс стали по-настоящему счастливыми.